# Zagacie (województwo małopolskie)
Zagacie – wieś w Polsce położona w województwie małopolskim, w powiecie krakowskim, w gminie Czernichów.
| SIMC    | Nazwa     | Rodzaj     |
| ------- | --------- | ---------- |
| 0316507 | Bańdy     | część wsi  |
| 0316513 | Grzesiaki | część wsi  |
| 0316520 | Kucie     | część wsi  |
| 0316536 | Oczkosie  | część wsi  |
| 0316542 | Podskale  | część wsi  |
| 0316559 | Psie Kąty | część wsi  |
| 0316565 | Tałachy   | część wsi  |
| 0316571 | Wyjrzał   | przysiółek |

W latach 1975–1998 miejscowość należała administracyjnie do województwa krakowskiego.
Miejscowość położona nad strumykiem Stracha, będącą lewobrzeżnym dopływem Wisły. Przez wieś przebiega droga powiatowa nr K2183 z Czernichowa do Liszek. Najmniejsza w gminie pod względem obszaru.
Na terenie wsi odkryto pracownię krzemieniarską oraz obozowiska z okresu paleolitu i mezolitu.

## Pochodzenie nazwy
Legenda głosi, że przejeżdżający w pobliżu wsi król został napadnięty i obrabowany. Świadkiem tego zdarzenia był bojaźliwy wieśniak, który chcąc uchronić władcę przed powrotem do Krakowa bez ubrania, dał mu swoją najlepszą sztukę bielizny. Wdzięczny król podarował chłopu ową wieś i odtąd nazwano ją Zagacie.
Inna możliwa geneza nazwy to pochodzenie od staropolskiego słowa „gać”, oznaczającego zaporę tworzącą próg wodny na rzece. Nazwa „Zagacie” oznacza „za gacią” czyli za progiem odcinającym tereny od Wisły – mogło tu chodzić o potoczny Wyźrał lub patrząc od Czernichowa o Tałachy.  W latach 70 przeprowadzono referendum na wsi chcąc zmienić nazwę na Za Lasem lub na Zalas – mieszkańcy wybrali nazwę Zagacie.

## Komunikacja
- przez wieś przebiega droga powiatowa nr K2183[6] z Czernichowa do Liszek dobiegająca do drogi wojewódzkiej nr 780
- komunikacja miejska MPK Kraków – linia autobusowa aglomeracyjna 229 na trasie Kraków Salwator – Kamień
- Mikrobusy na trasie Kraków Dębniki – Kamień